# José Gonçalves Pereira dos Santos
José Gonçalves Pereira dos Santos (Carreira de São João, Lavos, 27 de dezembro de 1855 — Lisboa, 3 de julho de 1927) foi um oficial de engenharia militar do Exército Português, lente da Escola do Exército e do Instituto Industrial de Lisboa, que exerceu importantes funções políticas. Eleito deputado nas listas do Partido Regenerador a partir de 1881, foi líder parlamentar daquele partido em 1905-1907 e Ministro das Obras Públicas, Comércio e Indústria em governos presididos por Hintze Ribeiro (26 de junho a 30 de novembro de 1900 e de 21 de março a 19 de maio de 1906) e por António Teixeira de Sousa (26 de junho a 5 de outubro de 1910).

## Biografia
Nasceu na povoação de Carreira de São João, Lavos, filho de João Gonçalves Curado e de Maria Pereira dos Santos.